# 9339 Kimnovak
9339 Kimnovak eller 1991 GT5 är en asteroid i huvudbältet som upptäcktes den 8 april 1991 av den belgiske astronomen Eric W. Elst vid La Silla-observatoriet. Den är uppkallad efter den amerikanska skådespelerskan Kim Novak.
Asteroiden har en diameter på ungefär 10 kilometer och den tillhör asteroidgruppen Themis.